# Championnat du Suriname de football 2018-2019
Navigation
Saison précédente Saison suivante
La saison 2018-2019 du championnat du Suriname de football est la quatre-vingt-troisième édition de la première division au Suriname et présente des changements par rapport à la saison précédente puisque le championnat démarre avec seize formations (contre treize en 2018), réunies au sein d'une poule unique, qui s'affrontent deux fois au cours de la saison. Les deux derniers sont relégués.
C'est l'Inter Moengotapoe qui remporte la compétition pour la 10e fois de son histoire.

## Clubs participants et localisation
| \| Albina Botopasi Brokopondo Meerzorg Moengo Nieuw Nickerie Paramaribo Totness \| Localisation des villes engagées dans le championnat. |
| Albina Botopasi Brokopondo Meerzorg Moengo Nieuw Nickerie Paramaribo Totness                                                             |

| Club                  | Ville          |
| --------------------- | -------------- |
| ACoconut (promu)      | Brokopondo     |
| SV Botopasi           | Botopasi       |
| SV Broki (promu)      | Paramaribo     |
| Inter Moengotapoe     | Moengo         |
| SV Leo Victor         | Paramaribo     |
| SV Nishan'42          | Meerzorg       |
| SV Notch              | Moengo         |
| SV Papatam            | Albina         |
| PVV                   | Paramaribo     |
| SV Robinhood (tenant) | Paramaribo     |
| SNL                   | Paramaribo     |
| SV Santos (promu)     | Nieuw Nickerie |
| SV Transvaal          | Paramaribo     |
| SV Voorwaarts         | Paramaribo     |
| Walking Bout Company  | Paramaribo     |
| FC West United        | Totness        |

## Compétition
Le barème de points servant à établir le classement se décompose ainsi :
- Victoire : 3 points
- Match nul : 1 point
- Défaite : 0 point

### Classement
| Rang | Équipe               | Pts | J  | G  | N  | P  | Bp | Bc  | Diff |
| ---- | -------------------- | --- | -- | -- | -- | -- | -- | --- | ---- |
| 1    | Inter Moengotapoe C  | 77  | 30 | 24 | 5  | 1  | 75 | 28  | +47  |
| 2    | SV Robinhood T       | 76  | 30 | 23 | 7  | 0  | 95 | 22  | +73  |
| 3    | SV Leo Victor        | 66  | 30 | 21 | 3  | 6  | 69 | 34  | +35  |
| 4    | SV Transvaal         | 58  | 29 | 18 | 4  | 7  | 66 | 33  | +33  |
| 5    | PVV                  | 54  | 30 | 16 | 6  | 8  | 63 | 39  | +24  |
| 6    | Walking Bout Company | 52  | 30 | 16 | 4  | 10 | 57 | 43  | +14  |
| 7    | SNL                  | 48  | 30 | 15 | 3  | 12 | 65 | 54  | +11  |
| 8    | FC West United       | 35  | 30 | 11 | 2  | 17 | 39 | 47  | -8   |
| 9    | SV Notch             | 34  | 30 | 10 | 4  | 16 | 39 | 63  | -24  |
| 10   | SV Voorwaarts        | 32  | 30 | 9  | 5  | 16 | 47 | 47  | 0    |
| 11   | SV Broki P           | 32  | 30 | 9  | 5  | 16 | 52 | 61  | -9   |
| 12   | SV Santos P          | 29  | 30 | 7  | 11 | 12 | 45 | 60  | -15  |
| 13   | SV Nishan'42         | 29  | 30 | 7  | 8  | 15 | 50 | 76  | -26  |
| 14   | ACoconut P -3        | 20  | 30 | 7  | 2  | 21 | 51 | 87  | -36  |
| 15   | SV Papatam           | 19  | 30 | 5  | 4  | 21 | 45 | 91  | -46  |
| 16   | SV Botopasi -3       | 9   | 29 | 3  | 3  | 23 | 29 | 102 | -73  |

|  | Qualification pour le CFU Club Championship 2020                          |
|  | Relégation en deuxième division                                           |
|  | T : Tenant du titre C : Vainqueur de la Coupe du Suriname P : Promu de D2 |

## Bilan de la saison
| Championnat du Suriname de football 2018-2019 |                               |
| Champion                                      | Inter Moengotapoe (10e titre) |
| Coupes et trophées                            |                               |
| Vainqueur de la Coupe du Suriname 2018-2019   | Inter Moengotapoe             |
| Qualifications continentales                  |                               |
| CFU Club Championship 2020                    | Inter Moengotapoe             |
| Promotions et relégations                     |                               |
| Promus en SVB Eerste Divisie                  | SV Happy Boys                 |
| Promus en SVB Eerste Divisie                  | SCV Bintang Lair              |
| Relégués en SVB Tweede Divisie                | SV Papatam                    |
| Relégués en SVB Tweede Divisie                | SV Botopasi                   |